# Holly Flanders
Holly Beth Flanders (* 26. Dezember 1957 in Arlington, Massachusetts) ist eine ehemalige US-amerikanische Skirennläuferin.
Flanders gewann in ihrer Karriere drei Abfahrtsrennen im Weltcup: 1982 jeweils die erste der beiden Doppelabfahrten in Bad Gastein (Silberkrugrennen) und Arosa und 1984 die erste Abfahrt von Mont Sainte-Anne. In der Abfahrt nahm sie zweimal an Olympischen Winterspielen teil: 1980 erreichte sie in Lake Placid den 14. Platz und 1984 erzielte sie in Sarajevo Rang 16. Bei den US-amerikanischen Meisterschaften gewann sie zweimal die Abfahrt. Ihre Karriere beendete Flanders 1986 mit einem 11. Platz in Vail.
Flanders ist die Ehefrau des Footballspielers Todd Schlopy und die Mutter des Freestyle-Skiers Alex Schlopy.

## Weltcupsiege
| Datum            | Ort              | Land       | Disziplin |
| ---------------- | ---------------- | ---------- | --------- |
| 18. Januar 1982  | Bad Gastein      | Österreich | Abfahrt   |
| 13. Februar 1982 | Arosa            | Schweiz    | Abfahrt   |
| 3. März 1984     | Mont Sainte-Anne | Kanada     | Abfahrt   |